# فرانک آروندل
فرانک آروندل (انگلیسی: Frank Arundel; ۲۰ فوریهٔ ۱۹۳۹ – ۱ ژانویهٔ ۱۹۹۴) بازیکن فوتبال اهل بریتانیا بود.
از باشگاه‌هایی که در آن بازی کرده‌است می‌توان به باشگاه فوتبال تورکی یونایتد اشاره کرد.